# Fink Antal
Fink Antal (Széleskút, 1795 – 1855. július 30.) császári és királyi vezérőrnagy.

## Élete
1810-ben beállt a tüzérek közé s ott saját vagyonából tartván fenn magát altüzér lett; az akkori hadjáratban részt vett és 1818. december 16. alhadnagyi, 1850. augusztus 27. ezredesi s 1854. július 1. altábornoki rangot nyert. 1826-tól 1851-ig a bombavető testületnél volt tanár és az utóbbi év november 21. mint tanulmányi igazgató a tüzér-főiskolába lépett át; 1853. május 14. az ujonnan felállított tüzér-akadémia igazgatójává neveztetett ki. 1854. szeptember 10. másod-tulajdonosa lett a 7. (Luitpold bajor herceg) tüzérezrednek. Sok érdemeket szerzett az osztrák-magyar tüzérség fejlesztése körül; 1826–1846-ig a tüzérséget illető minden tervezetnél az ő tanácsát kérték ki.

## Művei
- Elementar-Lehrbuch der Mechanik fester Körper. Nach den neuesten Quellen für die k. k. artillerie-Schulen bearbeitet. Wien, 1845. 11 tábla rajzzal.